# Larsen Sound
De Larsen Sound is een Arctische zeestraat in de regio Kitikmeot van Nunavut in Canada in het gebied van de Canadese Arctische Eilanden. 
Het ligt ten zuiden van het Prins van Waleseiland, ten westen van het schiereiland Boothia, ten noorden van Koning Willemeiland en ten oosten van het eiland Umingmalik (voor de kust van Victoria-eiland). In het westen en noordwesten mondt de zeestraat uit in het M'Clintock Channel, in het noordoosten in Peel Sound via de Franklin Strait, in het zuidoosten in James Ross Strait en in het zuidwesten in Victoria Strait.